# Fréjus Zerbo
Fréjus Louri Zerbo (Yaba, 2 aprile 1989) è un ex cestista burkinabé con cittadinanza ivoriana.

## Carriera
Con la Costa d'Avorio ha disputato i Campionati africani del 2013 e i Campionati mondiali del 2019.

## Palmarès
- Campionato francese: 2

Limoges CSP: 2013-14, 2014-15
- Semaine des As: 1

Gravelines: 2011
- Match des Champions: 1

Limoges CSP: 2012